# Basinio Basini
Basinio Basini (né en 1425 à Tizzano Val Parma et mort en 1457 à Rimini) est un humaniste italien de la Renaissance.

## Biographie
Le père de Basinio Basini était militaire à Mantoue. Il étudie le latin et le grec à Padoue avec Victorin de Feltre et Théodore Gaza, et plus tard avec Guarino de Vérone.
En 1449, il s'établit à la cour des Malatesta, où il écrit son poème épique Liber Isottaeus et son œuvre principale, Hesperis, dédiée à Sigismond Malatesta.